# Praag 5
Praag 5 is een gemeentelijk district van de Tsjechische hoofdstad Praag. Het is het hoofddistrict van het gelijknamige administratieve district. Tot het administratieve district behoort ook het gemeentelijke district Praag-Slivenec. Tot het gemeentelijk district Praag 5 behoren de wijken Hlubočepy, Košíře, Motol, Radlice en Smíchov en delen van de wijken Jinonice, Malá Strana en Břevnov. Het gemeentelijk district Praag 5 heeft 79.038 inwoners (2004), het administratieve district met dezelfde naam heeft 82.231 inwoners (2005). Dit artikel gaat verder over het gemeentelijke district.

## Aangrenzende districten
In het noorden grenst Praag 5 aan Praag 6 en Praag 1. Ten oosten van Praag 5 liggen de districten Praag 2 en Praag 7 en aan de zuidkant liggen Praag-Velká Chuchle en Praag-Slivenec. Aan de westzijde van het district liggen de districten Praag 13 en Praag 17-Řepy.

## Bezienswaardigheden
In het centrum van Praag 5 ligt de buurt Anděl. Deze buurt, onderdeel van de wijk Smíchov, is uitgegroeid tot het kloppende hart van het district. Rond het metrostation Anděl aan lijn B van de metro van Praag is een groot winkelcentrum gebouwd.
Praag 1 · Praag 2 · Praag 3 · Praag 4 · Praag-Kunratice · Praag 5 · Praag-Slivenec · Praag 6 · Praag-Lysolaje · Praag-Nebušice · Praag-Přední Kopanina · Praag-Suchdol · Praag 7 · Praag-Troja · Praag 8 · Praag-Březiněves · Praag-Ďáblice · Praag-Dolní Chabry · Praag 9 · Praag 10 · Praag 11 · Praag-Křeslice · Praag-Šeberov · Praag-Újezd · Praag 12 · Praag-Libuš · Praag 13 · Praag-Řeporyje · Praag 14 · Praag-Dolní Počernice · Praag 15 · Praag-Dolní Měcholupy · Praag-Dubeč · Praag-Petrovice · Praag-Štěrboholy · Praag 16-Radotín · Praag-Lipence · Praag-Lochkov · Praag-Velká Chuchle · Praag-Zbraslav · Praag 17-Řepy · Praag-Zličín · Praag 18-Letňany · Praag 19-Kbely · Praag-Čakovice · Praag-Satalice · Praag-Vinoř · Praag 20-Horní Počernice · Praag 21-Újezd nad Lesy · Praag-Běchovice · Praag-Klánovice · Praag-Koloděje · Praag 22-Uhříněves · Praag-Benice · Praag-Kolovraty · Praag-Královice · Praag-Nedvězí